# Martta Kontula

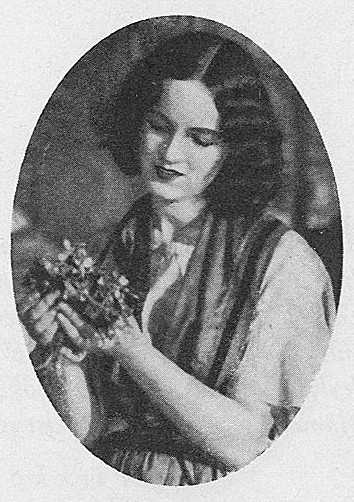
Martta Kontula, bild från början av 1930-talet.

Martta Edit Maria Kontula, född 20 juni 1908 i Kymmene, död 20 september 2006 i Helsingfors, var en finländsk skådespelare, operasångerska, sångtextförfattare och musiklärare.
Kontula studerade sång hos bland andra Hanna Granfelt och Greta Aaltonen och studerade skådespeleri vid Konstuniversitetets Teaterhögskola 1930–1932. Därefter arbetade hon vid teatrarna i Helsingfors, Viborg, Tammerfors och Björneborg 1932–1973. Som operasångerska medverkade hon i flera operetter och turnerade vid fronten under krigsåren. Hon verkade även som musiklärare och sångtextförfattare inom schlagermusiken under 1930-talet. Totalt författade hon tio kända sånger, vilka har framförts av bland andra Harmony Sisters och Arvi Tikkala. Som sångtextförfattare använde hon sig av pseudonymen Martti.
Åren 1933–1960 medverkade Kontula i flera filmer och tilldelades 1958 Pro Finlandia-medaljen. Hon var gift med teaterchefen Fritz-Hugo Backman 1934–1947.